# Faculté de théologie évangélique
 (août 2016).
La Faculté de théologie évangélique (FTE) est un institut de théologie évangélique interconfessionnel fondé en 1982 à Montréal, Québec, au Canada. L'école offre des formations de théologie évangélique.

## Histoire
L’école a ses origines dans un projet d'institut de théologie  de l’Union d'Églises baptistes francophones du Canada soumis et approuvé en 1980 par l'Université Acadia .  L'école voit ainsi le jour en 1982.  L'institut a porté le nom de Centre d’études théologiques évangéliques jusqu'en mai 1994, quand il prend son nom actuel.

## Programmes
L’école offre des programmes en théologie évangélique, dont le baccalauréat et la maîtrise .

## Partenaires
L’école est interconfessionnelle et a ainsi diverses confessions évangéliques partenaires . Elle est affiliée à l'Université Acadia.